# Расмуссен, Кристен
Кристен Расмуссен (англ. Kristen Rasmussen; по мужу Тарр (англ. Tarr); род. 1 ноября 1978 года, Лансинг, Мичиган, США) — американская профессиональная баскетболистка, выступавшая в женской национальной баскетбольной ассоциации. Была выбрана на драфте ВНБА 2000 года в четвёртом раунде под общим пятьдесят первым номером клубом «Юта Старз». Играла на позиции тяжёлого форварда и центровой. Ещё будучи действующим игроком ВНБА вошла в тренерский штаб команды NCAA «WSCU Маунтинирс». В настоящее же время является главным тренером родной школьной команды «Окимос Чифс».

## Ранние годы
Кристен Расмуссен родилась 1 ноября 1978 года в городе Лансинг (штат Мичиган), училась же она в соседнем городе Окимос в одноимённой средней школе, в которой выступала за местную баскетбольную команду.